# Condado de Périgord

Brasão do Périgord

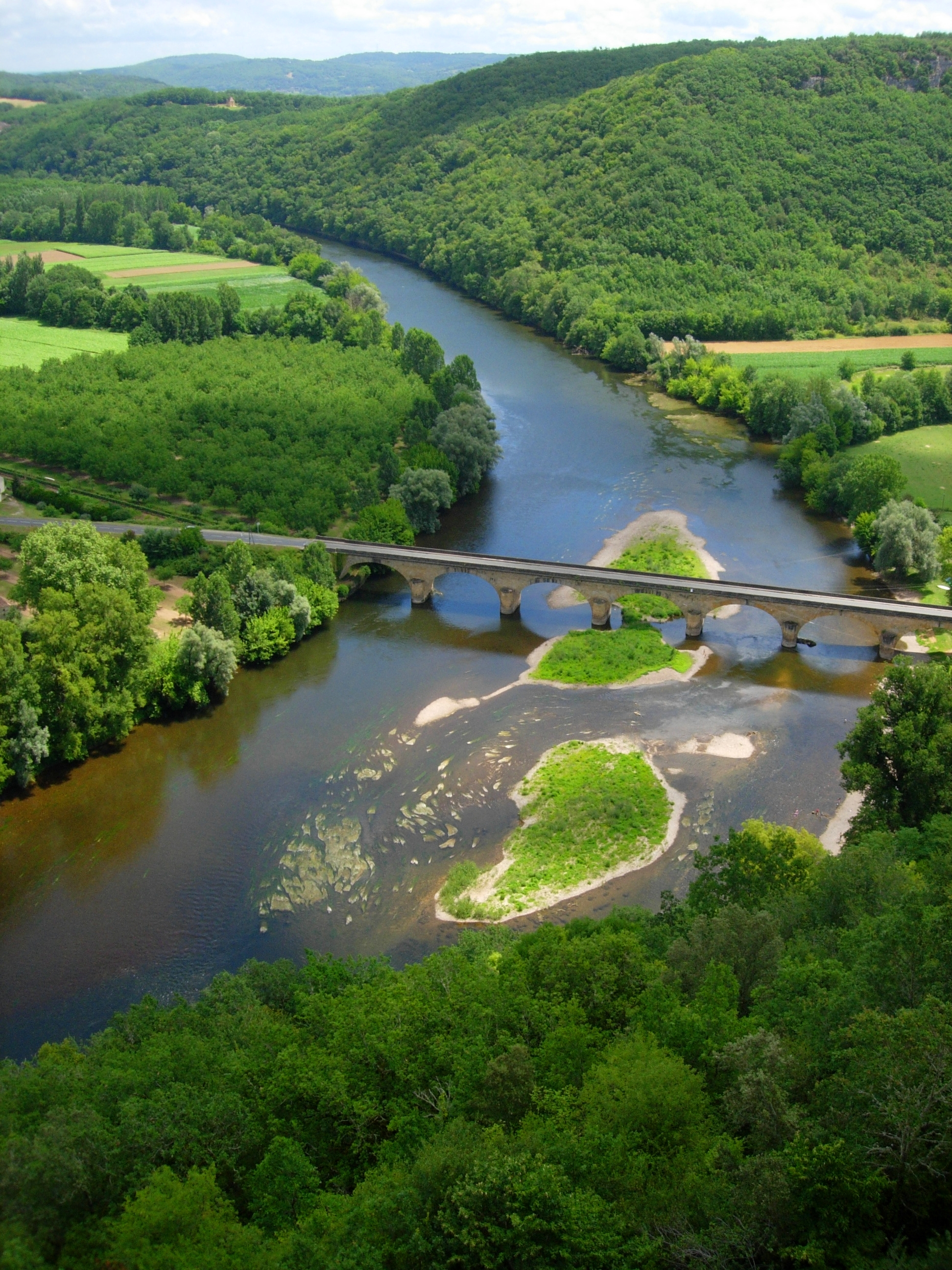
O rio Dordonha, no Périgord

O Périgord (em occitano Perigòrd ou Peiregòrd) é o condado que se situava, aproximadamente, no atual departamento francês da Dordonha.